# Eletricista mestre
Em teatro, eletricista mestre ou eletricista chefe é o responsável pela implementação do projeto de iluminação em uma produção, elaborada pelo designer de iluminação. Isso envolve a supervisão da preparação, conexão e focagem de luzes de palco penduradas.
Isso pode ser feito em uma base show-por-show, ou como uma posição residente de um teatro específico. A ferramenta de comércio do eletricista mestre teatral é a chave inglesa ajustável ou a chave crescente, usada para fixar instrumentos de iluminação de palco em posições da iluminação no teatro. Esta chave é tipicamente anexada ao cinto ou punho com um cordão, o que é importante porque o eletricista mestre tende a trabalhar em grande altura, a partir de escadas, elevador, mesas, passarelas, etc, em que se esta chave cair pode ferir as pessoas ou danos à propriedades abaixo.

## Deveres
O eletricista mestre supervisiona e é responsável por todos os outros eletricistas que trabalham em qualquer projeto de construção ou instalação. Somente o eletricista mestre pode puxar as licenças com a autoridade elétrica, e eles só podem ser registrados com uma empresa de contratação elétrica em qualquer momento. Outras tarefas elétricas realizadas por qualquer eletricista incluem:
- Inventário e reparação e manutenção de todas as luminárias, cabos, efeitos, distribuição de energia, dimmers, redes e consoles de controle de iluminação.
- Organização e compra de todos os consumíveis, incluindo gel de cor, gobos, Sharpies, e fita de gaffer.
- Planejamento e implementação do cabeamento (circuito) de luzes e distribuição de energia elétrica.
- Documentação e rastreamento de todos os circuitos, endereçamento e configuração do sistema em cooperação com o Iluminador.
- Atribuições do console de controle com base na papelada gerada pelo designer de iluminação e o circuito planejado.
- Segurança e saúde ocupacional dos trabalhadores e decisões operacionais como chefe do  departamento de eletricidade.

## Treinamento, origem e afiliações profissionais
Eletricistas mestres passam por uma formação, com trabalhos em contextos mais formais, como escolas ou faculdades. A designação de "mestre" só é dada aos eletricistas que possuem um vasto conhecimento de trabalho e são testados para ter uma compreensão abrangente do código de segurança elétrica.
Não há certificações formais do "título teatral, eletricista mestre" como há em casos de negócios, mas em março de 2003 ESTA que se fundiu com PLASA em 2010, desenvolveu um processo de certificação. Aqueles que passam por um teste rigoroso se tornarão e serão reconhecidos como melhores da indústria. O sindicato de mestres estagiários, oferece níveis de certificação de aprendiz. Quase todas as produções, desde os programas de ensino médio até a Broadway usam o termo para descrever seu eletricista primário, independentemente de seu nível de habilidade ou experiência.